# L'Amour en cage
Pour plus de détails, voir Fiche technique et Distribution.
L'Amour en cage est un film français,  coproduit avec l'Allemagne, réalisé par Jean de Limur et Carl Lamac, sorti en 1934.

## Fiche technique
- Titre : L'Amour en cage
- Réalisation : Jean de Limur et Carl Lamac
- Scénario : Henry Koster
- Dialogues : Jacques Natanson
- Photographie : Otto Heller
- Son : Ella Ensink et Friedrich Wilhelm Dustmann
- Musique : Leo Leux
- Sociétés de production : Ondra-Lamac Film - Sol Film - S.I.C. (Société internationale cinématographique)
- Pays d'origine :  France -  Reich allemand
- Langue d'origine : français[1]
- Format :  Noir et blanc - 35 mm - son mono
- Genre : Comédie
- Durée : 80 minutes
- Date de sortie : France, 29 juin 1934

## Distribution
- Anny Ondra : la baronne de Rèze, Anny
- René Lefèvre : Charles
- André Berley : Maître Poincinet
- Georges Saillard : le commissaire de police
- Paul Forget : le maître d'hôtel
- Raymond Rognoni : le directeur de la prison

## Autour du film
- Carl Lamac réalise la même année, une version allemande intitulée Die vertauschte Braut avec Beppo Brem dans le rôle de René Lefèvre[2].

## Article annexe
- Liste des longs métrages allemands créés sous le nazisme